# Callirhipis goryi
Callirhipis goryi is een keversoort uit de familie Callirhipidae. De wetenschappelijke naam van de soort is voor het eerst geldig gepubliceerd in 1834 door Laporte de Castelnau.